# Notiolaphria africana
Notiolaphria africana är en tvåvingeart som beskrevs av Jason Gilbert Hayden Londt 1977. Notiolaphria africana ingår i släktet Notiolaphria och familjen rovflugor. Inga underarter finns listade i Catalogue of Life.